# Amarpur
Amarpur é um cidade no distrito de Banka, no estado indiano de Bihar.

## Geografia
Amarpur está localizada a 25° 02′ N, 86° 54′ L. Tem uma altitude média de 58 metros (190 pés).

## Demografia
Segundo o censo de 2001, Amarpur tinha uma população de 20 930 habitantes. Os indivíduos do sexo masculino constituem 52% da população e os do sexo feminino 48%. Amarpur tem uma taxa de literacia de 42%, inferior à média nacional de 59,5%; com 61% para o sexo masculino e 39% para o sexo feminino. 18% da população está abaixo dos 6 anos de idade.